# Lully (Vaud)
Lully é uma comuna da Suíça, situada no distrito de Morges, no cantão de Vaud. Tem 2,06 km² de área e sua população em 2018 foi estimada em 786 habitantes.